# Theope ipsia
Theope ipsia är en fjärilsart som beskrevs av Doubleday 1847. Theope ipsia ingår i släktet Theope och familjen Riodinidae. Inga underarter finns listade i Catalogue of Life.